# Грешам (Орегон)
Грешам (енгл. Gresham) град је у америчкој савезној држави Орегон.

## Демографија
По попису из 2010. године број становника је 105.594, што је 15.389 (17,1%) становника више него 2000. године.
|                   | 2010.            | 2000.           |
| Укупно            | 105 594 (100,0%) | 90 205 (100,0%) |
| Белци             | 72 549 (68,71%)  | 71 194 (78,92%) |
| Хиспаноамериканци | 19 984 (18,93%)  | 10 732 (11,90%) |
| Остали            | 4 822 (4,567%)   | 3 565 (3,952%)  |
| Азијати           | 4 507 (4,268%)   | 3 007 (3,334%)  |
| Афроамериканци    | 3 732 (3,534%)   | 1 707 (1,892%)  |

## Партнерски градови
- Ебецу
- Sokcho
- Овери